# Ole Wich
Ole Wich (født 4. november 1953 i Blommenslyst på Fyn) er en dansk/færøsk billed- og konceptkunstner, fotograf, grafisk designer, forfatter, foredragsholder og MA i historie og bosiddende på Færøerne siden 1980.

## Debattør og provokatør
Ole Wichs kunst og kunstillationer har nogle gange ført til debat på Færøerne, og han deltager også aktivt i debatten på Færøerne om forskellige emner.

### Debatten om §266b - homoFObia
Ole Wich blev i 2006 politianmeldt af politikeren Bill Justinussen fra Miðflokkurin, pga. hans værk som kombinerede det færøske flag og og skriften "homoFObia" nedenunder flaget og ledsaget af debatteksten: "Er du borger i homoFObia?", der blev publiceret, som læserbrev i de færøske aviser og netportaler.
Det skete mens der på Færøerne debatteredes om homoseksuelles rettigheder på Færøerne eller mangel på samme, da et forslag blev lagt for Lagtinget om at medtage "seksuel orientering" i racismeparagraffen 266b i Straffelovens kapitel 27 om Freds- og ærekrænkelser. Der har været stor modstand imod at indføre "seksuel orientering" i paragraf 266b blandt grupper af meget religiøse færinger, lige siden 1987 da forslaget om at homoseksuelle skulle beskyttes af paragraf 266b første gang blev lagt for lagtinget og kun fik en stemme for, da lagtingets dengang eneste kvindelige medlem, Karin Kjølbro, stemte for forslaget.

### Sømdargáva landsins
Ole Wich modtog i 18. oktober 2023 »Sømdargáva landsins« (Landstyrets hæderspris), der gives til kunstnere, der har leveret kunstneriske præstationer, som vurderes at have betydning for samtid og fremtid.
Sirið Stenberg, landsstyrekvinde for kultur, begrundede tildelingen med: "Ole Wichs kunstneriske virke er omfattende og mangfoldigt og spænder over alt fra skulpturer, installationer, video, fotografi, kunst i det offentlige rum til pladeomslag og frimærker. Ole Wich har boet og arbejdet i det færøske samfund i mere end en menneskealder og har som billedkunstner udfordret opfattelser af den færøske nation og ofte skabt debat. Ole Wichs observationer af det færøske samfund er vedholdende og præcise, og de afspejler sig i et betydeligt bidrag til den færøske kulturarena.

### Digte
- 1996 – Ophav. Forlagið Fannir.[4]

### Illustrator/medforfatter af bøger til undervisning
- 2008 – Grindalokkur: 1. flokkur. - Billedbog i hjemstavnskundskab - sammen med Gunnvá Dam. Føroya Skúlabókagrunnur
- 2009 – Høgguslokkur: 2. flokkur. - Billedbog i hjemstavnskundskab - sammen med Gunnvá Dam. ISBN 978-99918-2-016-3 Føroya Skúlabókagrunnur.[5]
- 2010 – Eiturkoppur: 3. flokkur - Billedbog i hjemstavnskundskab - sammen med Gunnvá Dam. Føroya Skúlabókagrunnur

### Illustrator/medforfatter af bøger
- 1995 – Gunnar Hoydal: Janus Kamban. Foto: Ole Wich og Ole Jensen, Kubus Teknistova
- 2000 – Thorkild Sandbeck: Martha: en skonnert gennem 100 år. Skib forlag.
- 2008 – Jens-Kjeld Jensen: Lundefangst - en fangstdag på Nólsoy. www.JensKjeld.info
- 2006 – Outsider Magazin 2-3.
- 2007 – Très bíen - Kristian Blak 60 år. Festskrift - antologi. Koncept, dvs. tekster og redaktion sammen Kirsten Brix og Erhard Jacobsen. Tutl Plátufelag.
- 2015 – Kim Simonsen: Before the library. A Wave in European Cultural History Lyngbye, Davidsen and Rafn 1817-1828. Network for European Travel Writing to the Romantic Far North 1800-1900. 2015
- 2020 – Torben Diklev: Polareskimoiske dragter. Vejledning i brug af fugleskind. Nationalmuseet. Illustrationer, layout, opsætning: Ole Wich
- 2024 – Seán D. Vrieland: Úr gomlum ritum. Færøske håndskrifter fra middelalderen til det 19. århundrede. NÁM.

### Faglitterære udgivelser
- 2011 – HugA - 60 mindesmærker til et lokalområde i Tórshavn. Kunstkatalog - tekst og fotos
- 2013 – Føroyingahavnin - færøsk kolonialisme i Grønland? Søga- og Samfelagsdeildin - Fróðskaparsetur Føroya.[6]
- 2014 – Forudsætninger for grønlandske dragtteknologier i 1400-tallet - krop og klimaskærm i Nordbo- og Thulekultur - Afdeling for Kultur- og Samfundshistorie [7]
- 2014 – Nationaldragt som ideologisk kampplads - udtrykt i den færøske kvindenationaldragts visualitet. Søga- og Samfelagsdeildin - Fróðskaparsetur Føroya. Tilgængelig på Landsbókasavnið - https://landsbokasavnid.fo
- 2017 – Wich, Ole: Handmálaða útgávan. Ein bók frá H. C. Lyngbye til Færø Amts Bibliotek í 1834. Tidskriftet Varðin, bind 84, 2017.
- 2017 - Wich, Ole: Náttúruvísindaliga føroyaferðin hjá H.C. Lyngbye í 1817. Tidskriftet Frøði, nr 2, 2017.
- 2018 - Wich, Ole: H.C. Lyngbyes udgave af »Sigurds kvad« opskrevet på Færøerne 1817. Egenudgivelse. Link til PDF med artiklen og til H.C. Lyngbyes manuskript til »Sigurds kvad« skrevet 18. feb 1818.
- 2023 - Wich, Ole: Some Benches with a View. Some Islands 2, Australia. ISSN 2653-5602 - https://someislands.com/
- 2023 - Wich, Ole: Ole Wich kunst. Autobiografisk œuvrekatalog frem til 2023.[8]
- 2024 - Wich, Ole: Theories about an island. Some Islands 3, Australia. ISSN 2653-5602 - https://someislands.com/

### Historiske udstillinger
- 1979 – Barn í Føroyum. Fotografier. I samarbejde med Bárður Jákupsson, Føroya Fornminnissavn.
- 1980 – Hús og umhvørvi. Fotografier. I samarbejde med Bárður Jákupsson, Føroya Fornminnissavn.
- 1981 – Báturin. Fotografier. I samarbejde med Bárður Jákupsson, Føroya Fornminnissavn.
- 2011 - imageNATIONs in the north atlantic - Indsamling af nordatlantiske billeder relateret til identitetsproblematikker. I samarbejde med Kim Simonsen og Ann-Sofie Gremaud Nielsen. Institut for Kunst- og Kulturvidenskab, Københavns Universitet, november 2011
- 2017 – Bókasavning og bókasavnið - fyrstu bøkurnar á Færø Amts Bibliotek. Udstilling på Landsbókasavnið november 2017. I samarbejde med bibliotekar Vígdis Bjarnadóttir, Landsbókasavnið.

### Foredrag
- 2010 – Víðkar listin Føroyar? Savnsfagnaður, 12-10-2010.
- 2012 – Faciliteter = Aktiviteter Kulturproduktion. Konferencen »Groðrarúm - betri arbeiðsumstøður til listafólk«, Norðurlandahúsið í Føroyum. 26-10-2012.
- 2013 – Dragter, tidsforbrug og økonomi. Afd. for Kultur- og Samfundshistorie - Ilisimatusarfik/Grønlands Universitet. Oktober 2013.
- 2014 – Føroyingahavnin - færøsk kolonialisme i Grønland? Søgu- og Samfelagsdeildin, Fróðskaparsetur Føroyar. Nov 2014.
- 2015 – Visual Culture - Travel Writers and Images. Landsbókasafn Íslands/Háskólabókasafn, Reykjavík. Network for European Travel Writing to the Romantic Far North. Februar 2015.
- 2015 – Den kvindelige færøske nationaldragt. Býarbókasavnið, Tórshavn - Løkshøll, Rúnavík - Mentanarhúsið, Fuglafjørður. April 2015.
- 2015 – Going visuel with Lyngbye - a reflexion«. Network for European Travel Writing to the Romantic Far North. Landsbókasavnið, Tórshavn. 14-11-2015.
- 2016 – Reflektioner over manden humanisten, kunstneren og vennen Janus Kamban. NÁM, Janus Kambans hus. 1-4-2016
- 2016 – Anvendelse af visuelt kildemateriale i folkeskolens historieundervisning - med eksempler på brug af færøske billeder. Lærigreinadagur í søgu. NÁM. 3-10-2016.
- 2017 – Lydmiljø, farver og forbedringer - udbedringer af det fysiske miljø på P40. Psykiatriska Depilin, Landssygehuset, Færøerne. World Mental Health Day 2017. 10-10-2017.
- 2017 – H.C. Lyngbye og gaverne til Færø Amts Bibliotek 1829 og 1834. Network for European Travel Writing to the Romantic Far North. Landsbókasavnið, Tórshavn. 7-11-2017
- 2018 – Rúmd - Play and creation, a way to mental health. Sammen med Sanne Storm, PhD, Forsker og klinisk musikterapeut på Psykiatriski Depilin, Landssygehuset i Tórshavn. Norðurlandahúsið í Føroyum. Horatio European Congress, Færøerne. 10-5-2018.
- 2019 – Asnaspark til list og listbrúk. Vágs bókasavn. 29-4-2019.
- 2019 – Innspark til list og listabrúk. Garðslon í Vági. 12-6-2019
- 2019 – En historisk perspektivering af første kendte optegnelse af Sigurdskvadet. Frændafundur nr. 10, Fróðskaparsetur Føroyar. 17-8-2019.
- 2019 – Frá Lyngbye til Hammershaimb - hvat arkivkassarnir goymdu - med en historisk perspektivering af første kendte optegnelse af Sigurdskvadet. Føroyamálsdeildin, Fróðskaparsetur Føroyar. 5-12-2019.
- 2020 – Wunderland - unboxing og walkabout i færøske landskabsbilleder. Statens Museum for Kunst, København. 30-9-2020.
- 2021 – Kaos og kosmos i Ole Wichs Raritetskabinet - en fascinerende tidsrejse om samlermani, museer og kunstudtryk. Listasavn Føroya. 4-5-2021.
- 2021 – Færøske kapitalformer og skat - historisk, nu og i fremtiden. Foredrag for personalet på TAKS. Marts 2021.
- 2021 – Forestillinger, fordomme og fakta om Færøerne. Ubberud Kultur og Bevægelseshus, Odense. 7-10-2021.
- 2021 – Ole Wich oeuvre. Føroyar - a micro society, contexts for my practice. Circolo Scandinavo, Rom. 2-12-2021.
- 2022 – Færøsk landskabskunst og færøsk natursyn. Hvat er náttura? Føroya Fróðskaparfelag. Kongshøll, Tórshavn. 19-3-2022.
- 2024 – Forestillinger om færøske landskaber i kunst og natursyn. Askov Højskole. 18-9-2024.
- 2025 – Færøkunsten i fortid, nutid og fremtid. Fyns Grafiske Værksted, Odense. 21-1-2025

## Oversigt over kunstværker og kunstudstillingar
- Ole Wich værker på www.mynd.fo Arkiveret 21. maj 2022 hos  Wayback Machine - Føroysk Myndlistafólk (The Faroese Society of Visual Arts) [9].
- Automobilur. En udstilling om bilens påvirkninger på samfund, samfundsindretning og dagligdag på Umhvørvisstovan, Argir. Dynamisk skiftende udstillingsprojekt med inddragelse af publikum. Juni-november 2025.
- Spejlselfie uden filtre. Mobilfotografi på plade udskåret i 1:1. Føroysk Myndlistafólks fællesudstilling »Sjálvslag« i Gallarí Havnará 14.-24. juni 2025.
- Kondittaraminni - Ole Wich tekningar og aðrir molar. Udstilling i Konditaribygningen af tegninger af folk på »Restorffs Konditorí«. 2.-16. december 2023.
- retrOWspektIIv. Ole Wich i bakspejlet. Retrospektiv udstilling i Müllers Pakkhús, Tórshavn. 3. til 19. november 2023.
- retrOWspektIv. Ole Wich sambært Goodiepal. Udstilling kurateret af Goodiepal i Listasavn Føroya 27. oktober til 15. december 2023.
- EndurSkapanin. Plantning af græs med beskyttelse mod får på ørkenområde i færøsk udmark - én 1/4 kvadratmeter af gangen. September 2023.
- Vendeform 2.0/I-II-III. 3 skulpturer af 2 forkullede flækkede palletrækuber. Várframsýning 2023.
- Dianas bytte. Parafrase over den klassiske romerske fallosskulptur. Ólavsøkuframsýning 2023.
- Fra trækube til vendeform. Skulpturer af 1 flækket palletrækube. Udstilling i eget atelier i Finsen. December 2023
- Safe space for old white men. Installation på Ólavsøkuframsýning 2022.
- MEST. Drejelig finérplade. Objet trouvé. Várframsýning 2022.
- kaos&fokus. Várframsýning 2022.
- Retake a place - Reuse a space. 2 events i Rom i samarbejde med Stalker og Circolo Scandinavo. November-december 2021.[10][11][12]
- Ole Wichs Raritetskabinet. Installation af fundne objekter med historisk perspektivering. Várframsýning 2021.
- Løsslupne præster. Installation af 11 skulpturer udenfor Listasavn Føroya. Ólavsøkuframsýning 2020.
- My right foot left. Gulvmonterede fotoprint på folie og PVC. Várframsýning 2019.
- Kommunekunstner i Vágur. Udførsel af en række udendørs kunstværker i Vágs bygd, maj 2019.
- Verk úr samleikasavninum - Installation sammen med værker af Edward Fuglø. Bókasavnið við Løkin, 2016[13].

- Naturskildring - Videoinstallation. Várframsýning 2016.[14].
- Bløðrumál - Videoprojektion på Føroya Løgtings bygning. Vetrarljós, Tórshavn 6. feb 2016.
- Røde næser - på R.C Effersøe og Nólsoyar Páll skulpture. Vetrarljós, Tórshavn 6. feb 2016.

- Dansiringurin - Hommage à Janus Kamban. Skulpturinstallation. BankNordik, Tórshavn, 2015

- Sildesti - Asfaltudsmykning. ARTBIKEfrihjul, Skärhamn, Sverige, 2015.[15]

- Buzz touring Tórshavn - Tegneserie i 5 busskure i Tórshavn. Del af udstillingen i "Gisp!" i Nordens Hus på Færøerne, 2014.

- dagliGodtNuuk - Dokumentarfotos. Grønlands Universitet, 2013.

- Diaspor - Min færøske postkortsamling - Det færøske hus, København, 2013. Søgu- og Samfelags Deildin, Fróðskapasetur Føroya, 2016.

- Street credability - Installation af fiktive vejskilte. Várframsýning (Forårsudstillingen), Thorshavn, 2013.
- Uttanføri - Skulptur. Udstillingen »Kuffert« på Mentanarvika í Fuglafirði 18. - 23. sept 2012. Tillige udstillet på Ólavsøkuframsýning 2019.

- Koivu - Udendørs installation. Kultuuri Kauppila, Ii Finland, 2012. [16].

- Trondurnegativ - Parafraser over et kendt kunstværk af Tróndur Patursson. Várframsýning, 2012.

- … í spønir - Skulpturgruppe i træ. Várframsýning, 2012.

- Ert tú til green? - Installationer om havforurening. Østrøm, Thorshavn, 2012.
- Er Føroya Løgting etnisk renset? - medie- og debatprojekt om den politiske repræsentation af nyfæringer i forbindelse med lagtingsvalg 2012.
- Portræt af Kristian Blak. Portræt Nu! Det Nationalhistoriske Museum, Frederiksborg Slot, Hillerød. 2011
- Løsslupne præster - Vejsideinstallation på Hvitanesvegurin, 2011.

- Hvor er nyfæringerne i Føroya Løgting? - Politisk aktion med ændring af valgplakater, 2011.

- Huga - Installation i det offentlige rum siden præsenteret på Ólavsøka-udstillingen, Listaskálin, Thorshavn, 2014.

- Recykling - Køleinstallation med sand og smeltende is. Ólavsøka-udstillingen, Listaskálin, Thorshavn, 2010.

- Line up - Installation. Ólavsøka-udstillingen, Listaskálin, Thorshavn, 2010.

- Cutta cava lapidem - Skulptur med vand. Ólavsøka-udstillingen, Listaskálin, Thorshavn, 2010.

- - men størstur af teimum… - Video. Ólavsøka-udstillingen, Listaskálin, Thorshavn, 2010.

- 3D Dímun - Trådskulptur af jern. Ólavsøka-udstillingen, Listaskálin, Thorshavn, 2009.

- Monotóm Mondrian - Foliebilleder. Ólavsøka-udstillingen, Listaskálin, Thorshavn, 2009.
- Wunderland - Assemblage. Ólavsøka-udstillingen, Listaskálin, Thorshavn, 2009.

- Thawshavn - Laserfyr ved regeringsbygningerne på Tinganes, 2008.

- Dimmamyndir - Udstilling af egne avisillustrationer trykt i avisen Dimmalætting. Det færøske Landsbibliotek, 2008.

- homoFObia - Internetprojekt om færøsk rummelighed, 2006.[17].

- Slettað - Fotoprint - udstilling sammen med Oggi Lamhauge, Søldarfjørður, 2006.
- YrkFozt - Konkurrence i sms-digte - Projekt til udvidelse af færøsk sprogbrug 25/4 - 8/5 2006 - Samarbejdspartner: Outsidermagazin

- Lapidar - Performance. Sammen med Petur Pólson. Várframsyningin. Færøernes Kunstmuseum, 2006.

- Stæreblind - fotoprint. Leikalund, Klaksvík, 2005.

- Køsturin - Installation i gammel industribygning på G! Festival. Sammen med Tummas Jákup Thomsen, Gøta, 2005.

- Koncertbilleder - Collager til koncert med Mussorgskys musik “Udstillingsbilleder”. Sammen med Stamen Stanchev på Summartónar. Færøernes Kunstmuseum, 1995.

- FAXEN - Fax art week 96, Danske Grafikere, København, 1996.

- Små erindringer fra mine 7 år som fæstningsdreng - Det Bruunske Pakhus i Fredericia, 1995.

- rúmást - Danseperformance med improviseret skulptur, dans, musik, i samarbejde med danser Tina Johansen. Færøernes Kunstmuseum, 1994.

- Váttan - installation i eget atelier i Thorshavn, 1994.

- Várvraksyningin 1993 - Alternativ til den officielle forårsudstilling i eget atelier i Thorshavn, 1993.

- Livets skak - Skulpturinstallation. Fællesudstilling Kontrast. Færøernes Kunstmuseum, 1991.

- Fundne sager - Collager, Læraraskúlin, 1991.

- BRØYTINGAR - collage, assemblage, foto, maleri, skulptur. Norðurlandahúsið, 1989.
- Thule / Tórshavn - akvarel/tempera. Smiðjan í Lítluvík, 1989.
- Fyrstu ferð í Thule akvareller fra Thule. SMS, 1987.

- Listafelag Føroya: Olavsøkuframsýningar
  - Færøernes Kunstmuseum, talrige gange i perioderne 1983-96 og 2005-23

- Føroysk Myndlistafólk: Várframsýning
  - Færøernes Kunstmuseum, talrige gange i perioderne 1983-96 og 2005-23

## Frimærker
Disse to frimærker er baseret på tegninger af Ole Wich.
- Fårehunde
- FR 254 - 1994: Sheepdog, fårehund.
- FR 255.

De følgende frimærker er baseret på fotografier af Ole Wich mens Czeslaw Slania 
har graveret dem.
- Færø-dans og skakbrikker
- FR 57 - 1981: Færø-dans
- FR 58
- FR 076 - 1983 - Gammel færøsk skakbrik: Konge
- FR 077: Dronning

- Fra øen Hestur
- FR 148 - 1987: Kort over Hestur (tegning af Wich)
- FR 149: Havnen i Hestur
- FR 150: Álvastakkur ("Elfin Stack", "Elverklippe")
- FR 151: Fagradalsvatn ("Beautiful Valley Lake") Smuk dalsø
- FR 152: Bygd på Hestur

- Domkirken i Kirkjubøur
- FR 169 - 1988: Ruin af domkirken i Kirkjubøur
- FR 170: Detalje af gotisk bue
- FR 171: Korsfæstelsen på indvendig væg
- FR 172: Ruinerne indefra

- Fra kirken i Tórshavn
- FR 173 - 1989: Kirken i Tórshavn centrum
- FR 174: Alter
- FR 175: Klokke fra skibet "Norske Löwe"

- Dragter
- FR 178 - 1989 - Færø-dragter: Sjóstuka (lang vadmelsfrakke, nu til 'fint' brug) og Stavnhetta (hovedbeklædning)
- FR 179: Stakkur: kvindekjole hvori skørt og trøje går ud i ét; senere til 'fint' brug.(fra ordbogen) - (Nationaldragt ?)